# Нижньосорокино
Нижньосоро́кино (рос. Нижнесорокино, башк. Түбәнге Сорокин) — присілок у складі Мішкинського району Башкортостану, Росія. Входить до складу Ірсаєвської сільської ради.
Населення — 197 осіб (2010; 239 у 2002).
Національний склад:
- марійці — 99 %